# Синьковский, Юрий Александрович
Ю́рий Алекса́ндрович Синько́вский (род. 19 сентября 1966, Кисловодск, Ставропольский край) — российский актёр театра, режиссёр, заместитель директора Академического русского театра драмы им. Г. Константинова. Заслуженный артист Российской Федерации (2011). Народный артист Республики Марий Эл (2005). За вклад в развитие театрального искусства награждён медалью ордена «За заслуги перед Марий Эл» (2016).

## Биография
Родился 19 сентября 1966 года в г. Кисловодск Ставропольского края. В 1990 году окончил театральное отделение Саратовской государственной консерватории имени Л. В. Собинова.
Начал работу театрального актёра в Саратовском театре. Работал в театрах Брянска, Перми, Орла, Тамбова, Ульяновска, в Московском областном театре.
В 1990 году приехал в Йошкар-Олу и стал актёром Академического русского театра драмы по приглашению его главного режиссёра Г. Константинова. Работал в этом театре до 1996 года, затем уехал в Москву, где работал на телевидении.
В 2002 году вернулся в Йошкар-Олу и продолжил работу в Русском театре драмы.
Успешно работал и продолжает работать в качестве режиссёра (театральные проекты, капустники, конкурсы красоты).
Приобрёл большую известность в Марий Эл и за её пределами как исполнитель роли Остапа Бендера на ежегодном фестивале сатиры и юмора «Бендериада» в городе Козьмодемьянск Марий Эл.
2 декабря 2020 года по итогам конкурса актёр Ю. Синьковский был утверждён в должности директора Академического русского театра драмы им. Г. Константинова в Йошкар-Оле.

## Семья
Женат на актрисе русского театра Юлии Охотниковой. У них семеро детей, трое из них — общие.

## Звания и награды
- Заслуженный артист Республики Марий Эл (2000)
- Народный артист Республики Марий Эл (2005)
- Заслуженный артист Российской Федерации (2011)[2]
- Медаль ордена «За заслуги перед Марий Эл» (2016)[6]

## Основные роли в театральных спектаклях и постановках
Список основных ролей Ю. Синьковского в спектаклях и постановках на сцене АРТД им. Г. Константинова.
- А. Галин «Звёзды на утреннем небе» Николай
- А. Толстой «Смерть Иоанна Грозного» Князь Сицкий
- Н. Коляда «Мурлин Мурло» Алексей
- Б. Рацер В. Константинов «Невеста из Парижа» Володя
- Д. Иванов, В. Трифонов «Сокровища капитана Флинта» Джим
- К. Хиггинс «Гарольд и Мод» Гарольд
- Ж. Летраз «Крошка» Жак
- И. Петрова «Сказка про Ерёму, Данилу, нечистую силу» Данила
- А. Куприн «Заведение мадам Шойбес» («Яма») Гладышев
- П. Ершов «Конёк-Горбунок» Конёк-Горбунок
- К. Романов «Царь Иудейский»
- А. Софронов «Миллион за улыбку» Геннадий Карташёв
- М. Бартенев «Лиловый крест и чаша золотая» Жильмар
- Л. де Вега «Дурочка» Студент-бродяга
- А. Островский «На бойком месте» Гришка
- А. Островский «Доходное место» Василий
- Д. Скарначчи, Р. Тарабузи «Моя профессия — синьор из общества» Николетто
- Н. Гоголь «К нам едет… Ревизор…» Гоголь, Осип
- У. Шекспир «Укрощение строптивой» Люченцио
- Д. Патрик «Ах, как бы нам пришить старушку!» Брэд Виннер
- Д. Маротта, Б. Рандоне «Утешитель вдов» Кувьелло
- А. Касона «Деревья умирают стоя» Маурисьо
- Э. Шеффер «Игра» Майло Тиндл
- Ф. Достоевский «Идиот» Князь Мышкин
- Н. Гоголь «Игроки» Утешительный
- А. Чехов «Дядя Ваня» Астров
- А. Галин «Аккомпаниатор» Григорий
- М. Борисов «Дуэль для любящих сердец» Рефери
- Л. де Вега «Изобретательная влюблённая» Люсиндо
- А. Николаи «Это была не пятая, а девятая» Бруно
- Ж.-Б. Мольер «Тартюф» Тартюф
- В. Шендерович «Два ангела, четыре человека» Стронциллов
- А. Пушкин «Маленькие трагедии» Дон Гуан («Каменный гость»), Демон («Пир во время чумы»)
- М. МакДонах «Инишмаан int.» Джонни Патинмайк
- А. Островский «На всякого мудреца довольно простоты» Глумов
- Б. Акунин «Чайка XXI века» Борис Алексеевич Тригорин
- У. Шекспир «Ромео, Джульетта и другие» Тибальт (премьер труппы)
- Р. Куни «Клинический случай» Дэвид Мортимер
- М. Горький «На дне» Васька Пепел
- В. Шукшин «Точка зрения» Отец Невесты
- С. И. Виткевич «В маленькой усадьбе» Диапонасий Небосек
- К. Людвиг «Примадонны» Дункан
- М. Фрейн «Шум за сценой» Селздон
- А. Яблонская «Лодочник» Сторож
- Ф. Дюрренматт «Визит дамы» Илл
- А. Коровкин «Тётки» Бабакин
- А. Крупняков «Марш Акпарса» Алдуш, Мурза Кучак, князь Горбатый-Шуйский
- И. Вырыпаев «Валентинов день» Валентин